# Volkshuis Brussel

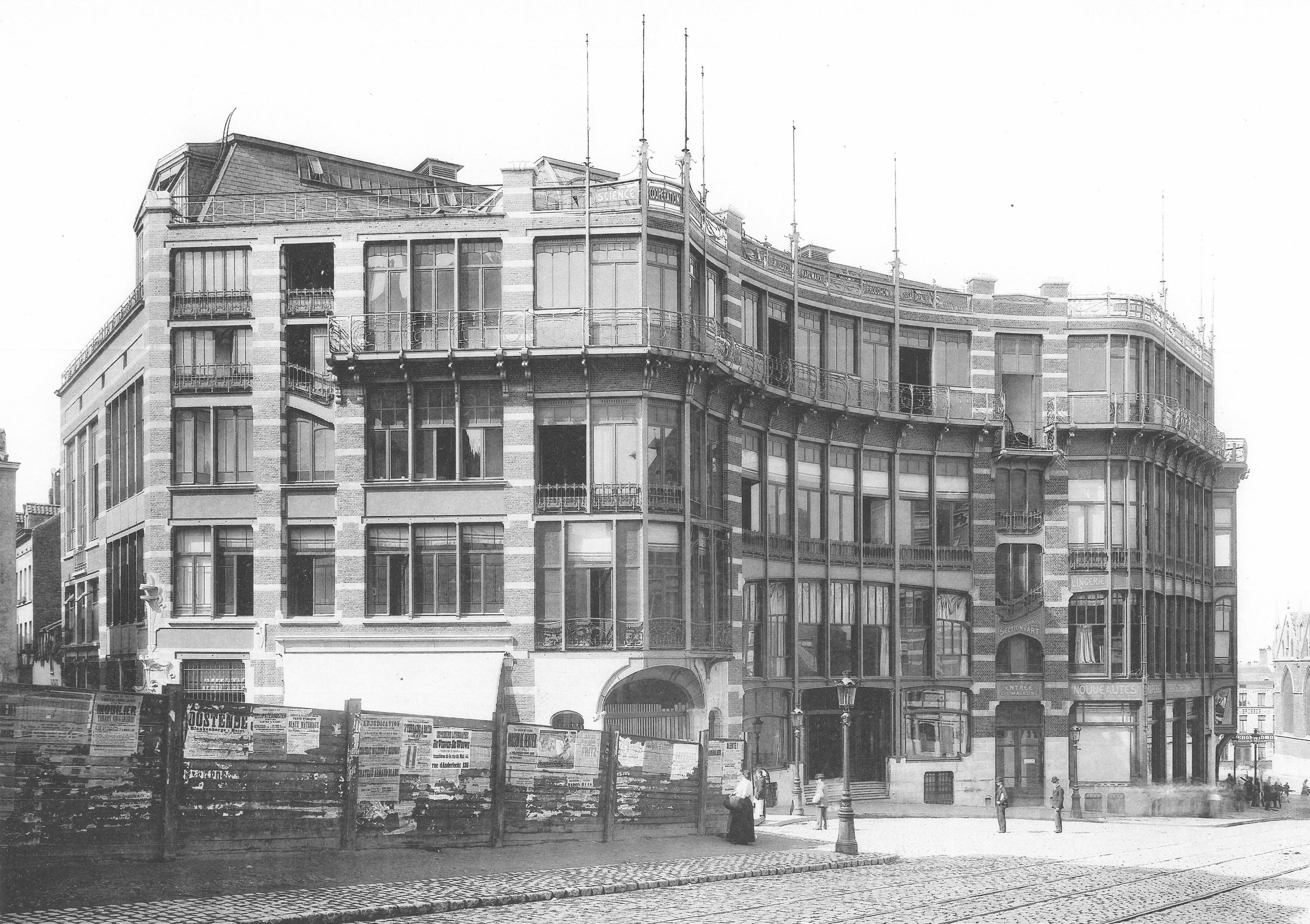
Volkshuis Brussel (gesloopt)

De naam Volkshuis is de Nederlandse vertaling van Maison du Peuple, de naam die werd gegeven aan een van de grootste art-nouveaugebouwen in Brussel, ontworpen door architect Victor Horta. Het gebouw bevond zich aan de Joseph Stevensstraat in de Zavelwijk.

## Bouw

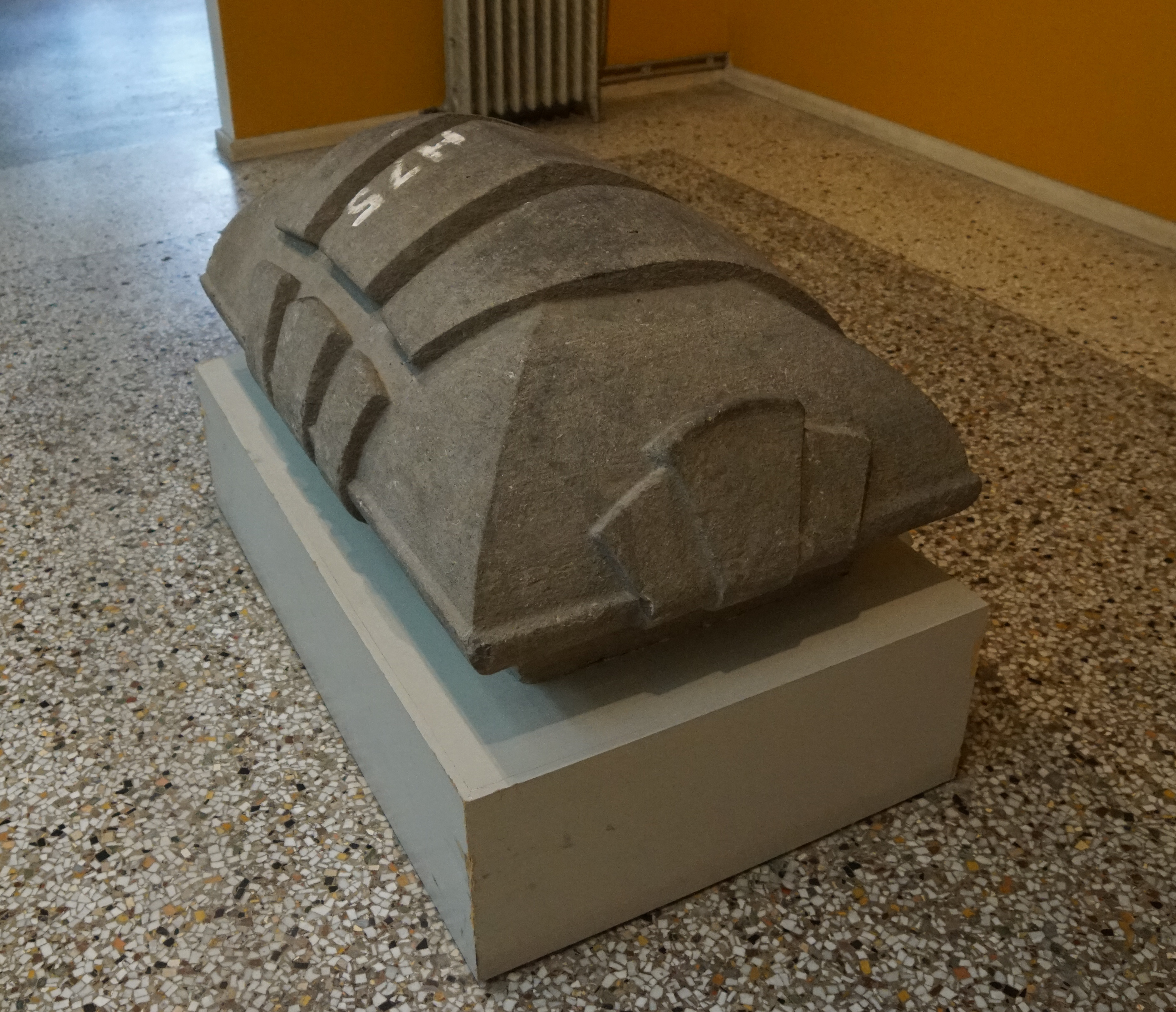
Deze kroonsteen (H 75-31) is een van de weinige overblijfselen van het pand, hier tentoongesteld in het Belgisch Stripcentrum.

Net zoals bij andere volkshuizen was het een coöperatieve onder de vleugels van de socialistische beweging die een gebouw liet optrekken dat plaats moest bieden aan allerhande sociaaleconomische voorzieningen. Het was Victor Horta die van de Belgische Werkliedenpartij de opdracht kreeg om een groots gebouw op te trekken aan het Vanderveldeplein. Zijn assistent was Richard Pringiers (1869-1937), die nadien regelmatig voor de Belgische Werkliedenpartij werkte. De bouw duurde van 1896 tot 1898. Op 2 april 1899 werd het Volkshuis feestelijk geopend in aanwezigheid van de Franse socialistische voorman Jean Jaurès.

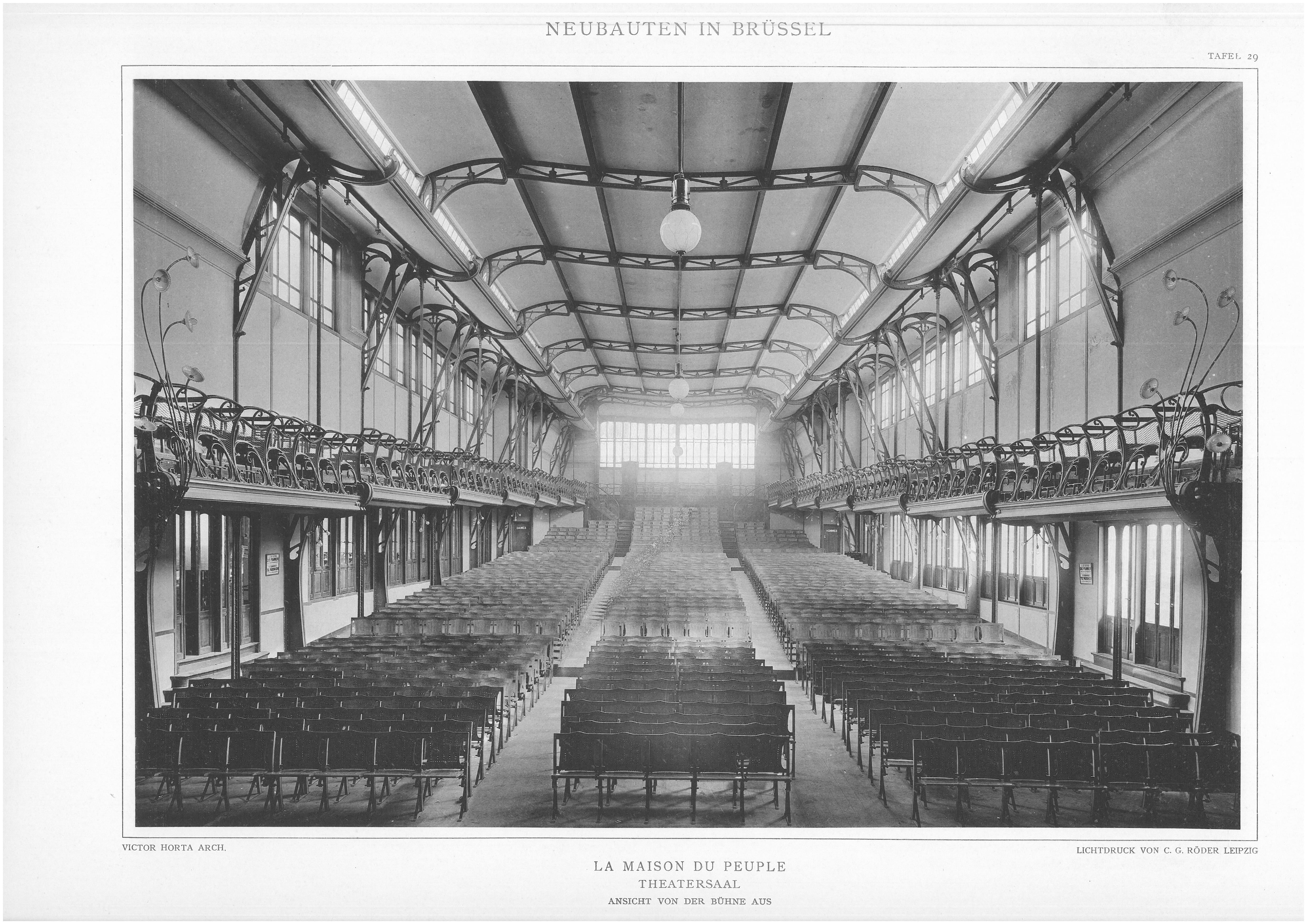
theaterzaal
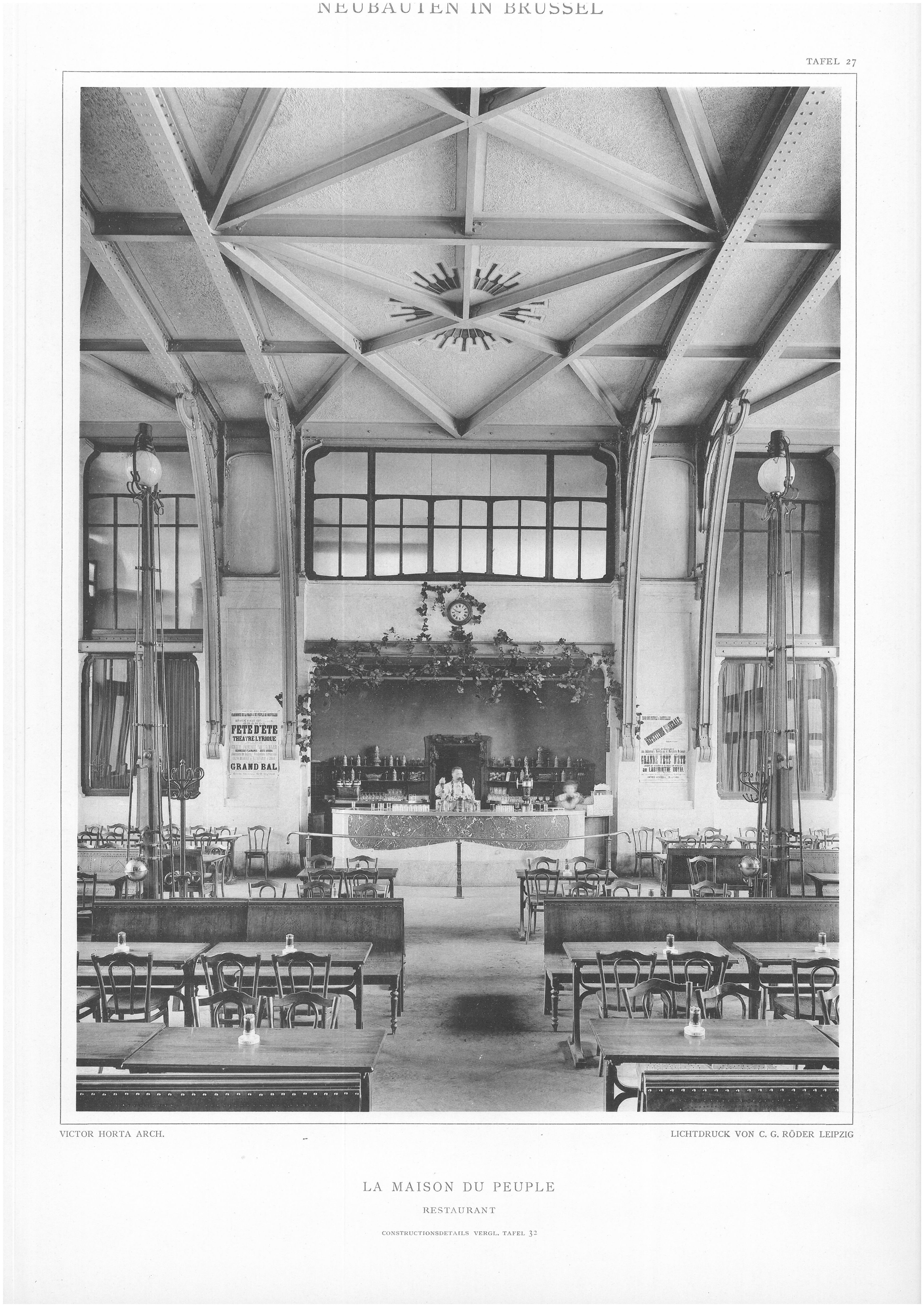
Eetzaal

## Afbraak
In 1965 werd het Volkshuis onder luid protest afgebroken om plaats te maken voor een toren van 26 verdiepingen: de Zaveltoren (die in het Frans de naam van de bouwfirma kreeg: "la Tour Blaton").

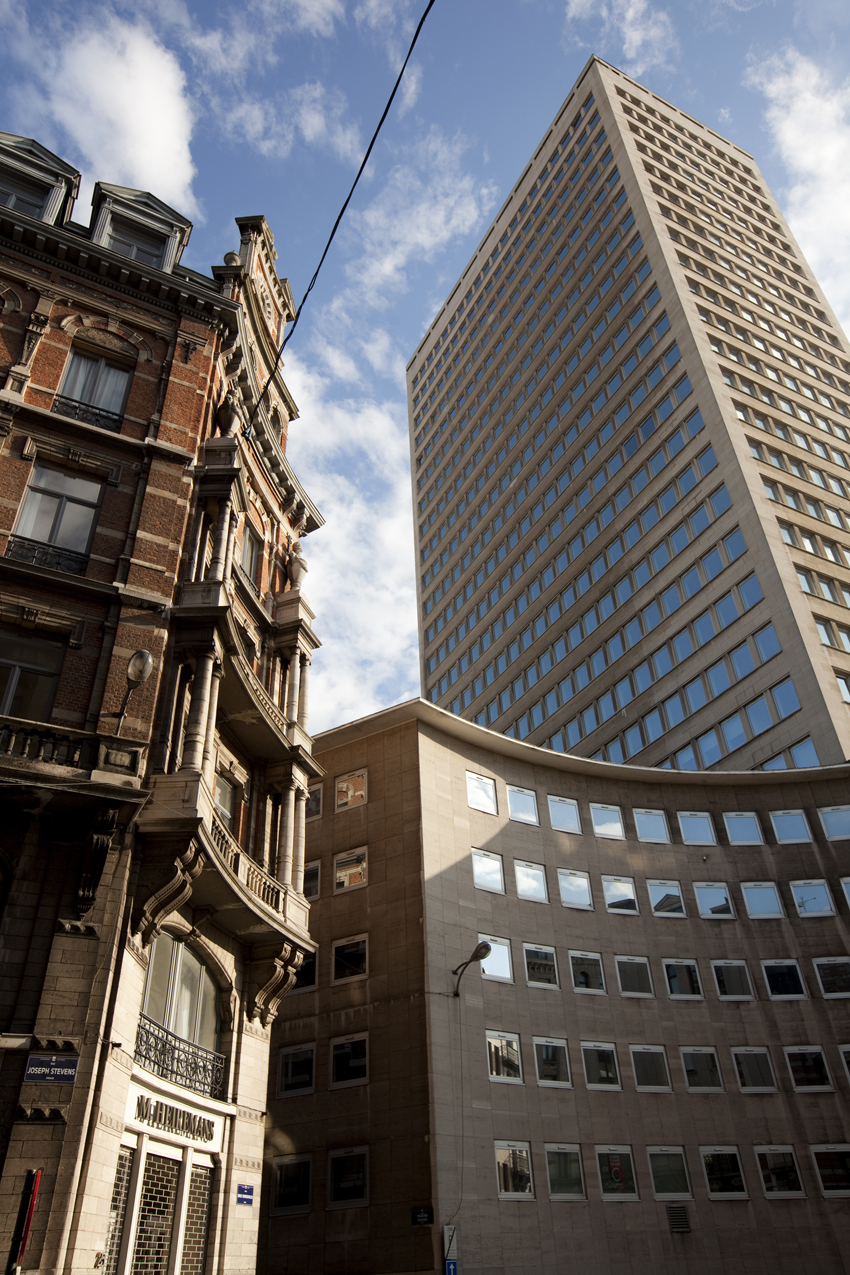
Zaveltoren op de plek waar tot 1965 het Maison du Peuple stond

## Opslag in Tervuren
De tegenstanders van de afbraak hadden geëist dat het Volkshuis gedemonteerd zou worden met subsidie van de Belgische Staat. De onderdelen werden genummerd, zodat het gebouw later op een andere plaats opnieuw kon worden opgetrokken. De stenen en de spanten werden in Tervuren opgeslagen maar het Volkshuis werd nooit wederopgebouwd. Integendeel, de overblijfsels begonnen aan een lange zwerftocht.

## Jette
In de jaren 1980 had de gemeente Jette (in het noordwesten van Brussel) een ambitieus project: het "Koning Boudewijnpark", dat het Laarbeekbos en het Poelbos zou verenigen. In het kader van dit project had de gemeente Jette de ambitie om een "Hortapaviljoen" te bouwen met materialen van het Volkshuis, die sedert 20 jaar opgeslagen waren in Tervuren. Zij liet een deel van de stenen en de spanten overbrengen naar het toekomstige "Koning Boudewijn Park". Maar anders dan in Tervuren, waar de overblijfsels overdekt opgeslagen waren, liet de gemeente Jette ze in het open veld liggen, zonder enige vorm van bescherming. Uiteindelijk bleek de gemeente niet over voldoende middelen te beschikken en het project werd stilgelegd. De spanten van het voormalig Volkshuis bleven in het veld liggen roesten. Het schandaal was compleet toen een oplichter een deel van de spanten aan een schroothandelaar verkocht.

## Transfer naar Gent
In 1988 werden de overblijvende delen van het Volkshuis aan het Museum voor Industriële Archeologie en Textiel van de Stad Gent geschonken. Een deel van de spanten werd in 1991 gerestaureerd en opgesteld tijdens de technologiebeurs Flanders Technology in Gent. Na de beurs kregen ze onderdak in een loods naast Flanders Expo. Later besliste de gemeenteraad van Gent om, gezien het feit dat de stad niet de nodige financiële middelen had voor de bouw van het Hortapaviljoen en ook geen geschikte locatie vond, de restanten van het Volkshuis over te dragen aan de vzw Stichting Monumenten en Landschapszorg om gebruikt te worden in Antwerpen.

## "Horta Grand Café" in Antwerpen
De stad Antwerpen schreef een prijsvraag uit, met als specifieke bepaling dat de Horta-elementen moesten worden verwerkt in een nieuwbouw. De Brouwerij Palm won de wedstrijd met haar project van "Horta Grand Café" ontworpen door architect Willy Verstraete, die ook het gebouw van het Vlaams Parlement heeft ontworpen. In september 2000 opende de "Horta Grand Café" in Antwerpen: de spanten van het voormalig Volkshuis van Brussel zijn nu weer te bewonderen in zijn polyvalente "Art Nouveau Zaal".

## Virtuele Reconstructie
Een team van de faculteit architectuur van de ULB en het Hortamuseum werkt nauwgezet aan de virtuele heropbouw van het Volkshuis anno 1899. Beschikbaar zijn de inplanting in de wijk, de gevel met terras, de inkomhal, de traphal, het café, de Matteotizaal en de spektakelzaal. Een film en een tablettoepassing in het Hortamuseum tonen de eerste resultaten.

## Andere te bezichtigen onderdelen
- In de woning en het atelier van Victor Horta bevinden zich een maquette en verschillende bouwelementen van het Volkshuis.
- In het premetrostation Horta zijn een aantal glas-in-loodramen uit het Volkshuis hergebruikt.